# 自由贵格会聚会所
自由贵格会聚会所（英語：Free Quaker Meetinghouse）的一个历史悠久的自由贵格会的聚会所，位于美国宾夕法尼亚州费城五街与亚区街东南转角，独立国家历史公园内。它是一座砖砌建筑，建于1783年，1788年增建二楼。1961年拓宽五街时该建筑移动了大约30英尺。
贵格会在此聚会，直到1836年，之后它被费城的学徒图书馆公司占据，直到1897年。
该聚会所于1971年列入国家史迹名录。